# うなぎのぼり鯉のぼり
『うなぎのぼり鯉のぼり』（うなぎのぼりこいのぼり）は、1972年4月8日から同年7月1日までNET（現：テレビ朝日）系列の土曜20時00分 - 20時56分（JST）に放送されたテレビドラマである。全13回。

## 概要
舞台は東京・浅草、老舗のうなぎ屋『う太郎』とその裏に住む指物師を中心に描く。『う太郎』の若主人は元オリンピック選手、7回の見合いで恋の堕ちた男のコメディー。

## 出演者
- 浜畑賢吉（山岡雄介）
- 由美かおる（悦子）
- 石井均（指物師・留吉 = 悦子の父）
- 重山規子（敏子 = 雄介の姉）
- 天地総子（リン子）
- 木内みどり（小沢みどり）
- 一の宮あつ子（松代 = 雄介の母）
- 美川陽一郎（板前・順三）
- 三井俊吾（山岡昇 = 雄介の弟）
- 柳生博（伸男 = 敏子の夫）
- 星美智子（吉川夫人）
- 山田喜芳
- 大原百代
- 久野四郎

ほか

### ゲスト
- 徳永礼子（吉川雪子）- 第1話
- 佐々木梨里（ソメ子）- 第5話
- 戸塚あけみ - 第6話
- 寺田農（倉田五郎）- 第9話、第10話
- 京春上（大沢百合子）- 第10話
- 桜田千枝子（楽子）- 第12話、第13話
- 銀座ミユキ - 第12話、第13話
- 池田秀一 - 第12話
- 杉浦真三雄（山崎）- 第13話
- 皆川妙子（陽子）- 第13話

## スタッフ
- 脚本：北村篤子（第1話～第10話）、田波靖男（第11話～第13話）
- 監督：手銭弘喜（第1話～第4話）、小松幹雄（第5話～第13話）
- 制作：NET、東宝

## 主題歌
- 「うなぎのぼり鯉のぼり」- 歌：銀座ミユキ（東宝レコード）

## 前後番組
| NET系 土曜20時枠 | NET系 土曜20時枠     | NET系 土曜20時枠                                                                                   |
| 前番組           | 番組名               | 次番組                                                                                             |
| ---------------- | -------------------- | -------------------------------------------------------------------------------------------------- |
| 冠婚葬祭屋       | うなぎのぼり鯉のぼり | 人造人間キカイダー （20:00 - 20:30） ※ここから特撮枠デビルマン （20:30 - 20:56） ※ここからアニメ枠 |